# Pascal Bonetti
Pour les articles homonymes, voir Bonetti.
Pascal Bonetti, né à Saint-Martin-Vésubie le 5 mai 1884 et mort à Paris le 26 décembre 1975, est un poète et journaliste français.

## Biographie
Né près de Nice, mais d'origine corse, il participe à Paris, en 1909, avec son ami Roger Dévigne, aux réunions mensuelles (les Hurle-aux-Loups) du groupe d'Action d'Art Les Loups, animées par Anatole Belval-Delahaye. Il participe aussi aux groupes poétiques de l'Abbaye, des Lions, et des Fantaisistes.
En 1910, à l'âge de 26 ans, il publie ses premiers contes et poèmes, Les Orgueils, dont la parution est saluée par Émile Verhaeren, Henri de Régnier, et René Ghil. Il crée son école littéraire, l'harmonisme. 
Il collabore à de nombreux journaux : Le Figaro, le Gil Blas, Le Matin (rubrique des « Contes des mille et un matins », avec Jean Giraudoux), La Petite République (à la direction des services littéraires jusqu'en 1914), ainsi qu'à la plupart des jeunes revues de l'époque.
En 1911, il participe à l'organisation à Mons du premier congrès international des Amitiés françaises, association internationale qu'il a fondée en 1909 avec des amis de Belgique et d'Italie. Il fait la guerre de 14-18 comme officier d'artillerie. Vingt ans plus tard, il est le délégué général du second congrès international des Amitiés françaises à Liège. En 1931, il représente la France en Californie au congrès de l'Institut des relations internationales.
À partir de 1952, il est président, puis président d'honneur, de la Société des Poètes français. C'est lui qui est à l'origine du jardin des Poètes, en bordure du jardin des serres d'Auteuil, à Paris. Il succède à Vincent Muselli comme membre de la Maison de Poésie.
L’Académie française lui décerne le prix de la langue-française en 1934 et l'ensemble de son œuvre poétique reçoit en 1961 le prix d’Académie.

## Jugement
« Œuvre solaire entre toutes, pure de forme, exaltante de pensée, œuvre de la maturité, pourtant si imprégnée de grâce et pour tout dire de jeunesse immuable... somme, synthèse, harmonie... qu'anime la spiritualité la plus haute et qui exalte les deux vertus tantôt conjuguées, tantôt contradictoires du génie occidental. »

— Yves-Gérard Le Dantec, Revue des deux Mondes

## Œuvres
- Les Orgueils, Éditions Sansot, Paris, 1910
- La Chanson de France, Paris, Éditions des Amitiés françaises, 1912
- La Marche au soleil, Paris, R. Chiberre, 1923, prix Le-Fèvre-Deumier de l’Académie française en 1928
- Les Ailes, Éditions Per Orbem, Paris, 1928
- Chant d'exil, New-York, 1942
- La Suite royale, Paris, Firmin-Didot, 1955 (Grand Prix des Poètes français, 1958)
- Anthologie des poètes français contemporains de 1866 à nos jours, t. 4-5, morceaux choisis, accompagnés de notices bio-bibliographiques et de nombreux autographes, 2. vol., Paris, Delagrave, 1958-1959
- Choix de poésies, Paris, Firmin-Didot, 1960 (Grand Prix de poésie de l'Académie française, 1961)
- L'Or des naufrages, Paris, Firmin-Didot, 1968
- La Symphonie du soir, Paris, Firmin-Didot, 1976
- Les Hauts-Lieux, Paris, J. Grassin, 1979
- Poèmes choisis, dessins de Pierre Fleury, Blainville-sur-Mer, L'Amitié par le livre, s. d.